# Laugh Now, Cry Later
Laugh Now, Cry Later es el séptimo álbum de estudio del rapero Ice Cube, lanzado el 6 de junio de 2006. Es el primer álbum de Ice Cube publicado en su sello discográfico independiente Lench Mob Records, y su primer álbum de estudio publicado después de seis años desde su lanzamiento anterior War & Peace - Volume 2 (The Peace Disc). Después de pasar los últimos seis años, principalmente haciendo proyectos de cine, podría ser considerado como un álbum de regreso. El álbum debutó en el puesto #4 del Billboard 200, vendiendo 144 000 copias en la primera semana.

## Información general
A diferencia del álbum anterior, este cuenta con un puñado de colaboraciones. Estos incluyen canciones con raperos de la West Coast como Snoop Dogg y WC, así como de la East Coast, Lil Jon. El primer sencillo oficial fue producido por Scott Storch como "Why We Thugs". El sencillo de seguimiento, lanzado a finales de junio de 2006, es la canción Go To Church, con Snoop Dogg y Lil Jon.
La canción Growin 'Up es un homenaje y tributo a su excompañero Eazy-E, quien junto con Ice Cube era miembro del grupo de rap NWA. Ice Cube también llegó a decir: «Never thought I'd see Eazy in a casket, thanks for everything, that's on everything. I learnt a lot of game from you, I like your son, he's got his name from you».
Cube relanzó el álbum el 31 de octubre de 2006 bajo el nombre de Laugh Now, Cry Later: O.G. Limited Edition. El disco doble contiene imágenes de conciertos y detrás del escenario, así como un vídeo musical para cada canción. Una versión limpia del álbum también fue lanzada al mercado, sustituyendo la mayoría de las blasfemias, repitiendo el uso de un efecto de sonido. Publicado de forma independiente en su sello Lench Mob Records, el álbum ha sido certificado Disco de Oro por la RIAA , que por lo general, es un hecho sin precedentes para un álbum lanzado en un sello independiente.

## Lista de canciones
| N.º | Título                                             | Productor(s)        | Duración |  |
| 1.  | «Definition of a West Coast G (Intro)»             |                     | 0:14     |  |
| 2.  | «Why We Thugs»                                     | Scott Storch        | 3:45     |  |
| 3.  | «Smoke Some Weed»                                  | Bud'da              | 3:46     |  |
| 4.  | «Dimes & Nicks (A Call From Mike Epps)»            |                     | 1:06     |  |
| 5.  | «Child Support»                                    | Hallway Productionz | 4:01     |  |
| 6.  | «2 Decades Ago (Insert)»                           |                     | 0:14     |  |
| 7.  | «Doin' What It 'Posed 2Do»                         | Emile               | 4:07     |  |
| 8.  | «Laugh Now, Cry Later»                             | Sean C              | 3:36     |  |
| 9.  | «Stop Snitchin'»                                   | Swizz Beatz         | 3:15     |  |
| 10. | «Go to Church» (featuring Snoop Dogg and Lil' Jon) | Lil' Jon            | 4:00     |  |
| 11. | «The Nigga Trap»                                   | DJ Green Lantern    | 3:48     |  |
| 12. | «A History of Violence»                            |                     | 1:09     |  |
| 13. | «Growin' Up»                                       | Laylaw & D-Mac      | 3:53     |  |
| 14. | «Click, Clack - Get Back!»                         | Emile               | 3:09     |  |
| 15. | «The Game Lord»                                    | Hallway Productionz | 4:09     |  |
| 16. | «Chrome & Paint» (featuring WC)                    | Bud'da              | 3:27     |  |
| 17. | «Steal the Show»                                   | Scott Storch        | 4:12     |  |
| 18. | «You Gotta Lotta That» (featuring Snoop Dogg)      | Lil Jon             | 4:06     |  |
| 19. | «Spittin' Pollaseeds» (featuring WC and Kokane)    | Laylaw & D-Mac      | 5:04     |  |
| 20. | «Holla @ Cha Boy»                                  | Lil' Jon            | 3:30     |  |

## Posicionamiento
| Listas                 | Posición |
| ---------------------- | -------- |
| Billboard 200          | #4       |
| Top R&B/Hip-Hop Albums | #2       |
| Top Rap Albums         | #2       |
| UK R&B Albums Chart    | #11      |
| UK Albums Chart        | #152     |